# Гвоздена купола
Гвоздена купола је израелски противракетни одбрамбени систем. Израелске одбрамбене снаге овај систем употребљавају за пресретање ракета испаљених из Појаса Газе и ракета испаљених од стране либанског Хезболаха.
У рад је пуштен 27. марта 2011. године у близини града Биршебе.

## Позадина
Идеје о ракетном систему кратког домета се у војним круговима појављује још током деведесетих година. Међутим, амерички војни званичници су овакав подухват унапред осудили на пропаст.
У сукобима између Израела на једној и палестинских снага и Хезболаха на другој страни, потреба за оваквим системом се показала више него оправдана.
Током Либанског рата покрет Хезболах је током неколико дана испалио око 4000 ракета на северни део Израела и највећи град у тој области Хаифу. Том приликом су погинула 44 израелска цивила, а преко 250000 цивила је било принуђено да се евакуишу због ракетирања.
Такође, у периоду од 2000. до 2008. испаљено је преко 4000 ракета и око 4000 минобацачких мина на израелске територије из Појаса Газе од стране покрета Хамас. 
Све ово је довело до убрзавања реализације противракетног система кратког домета.

## Развој
Развој система је почео 2005. године. У фебруару 2007. године Гвоздена купола је изабрана за израелско званично противракетно оружје кратког домета. Од тада компанија Rafael, које је развијала систем до тада и Израелске одбрамбене снаге заједно раде на развоју овог система на који је, према званичним подацима, до сада потрошено 210 милиона долара.

## Карактеристике
Систем пресреће ракете кратког домета и артиљеријске гранате са дометом до 70 km. Према спецификацијама произвођача систем је оперативан и дању и ноћу, а може да прати и пресреће више циљева одједном.
Систем се састоји из три основна дела:
- Радара за детекцију и праћење циљева
- Јединице за управљање и контролу оружја и ватрених дејстава
- Јединице за лансирање пројектила

Једна јединица за управљање може да контролише више јединица за лансирање пројектила. 
Јединица за лансирање пројектила се састоји од три лансирне рампе при чему свака носи по 20 пројектила.
Функционисање система се одвија на следећи начин: 
- непријатељска ракета или граната је испаљена, систем је детектује и прати њену путању
- после врло кратког времена испаљује пројектил
- испаљени пројектил пресреће и уништава непријатељски пројектил док је још у високом положају

На овакав начин систем може да покрива и штити око 150 km². 

### Ефикасност система
Систем Гвоздена купола важи за један од најефикаснијих система одбране од пројектила кратких домета. Према подацима које даје произвођач потребна је само једна секунда од испаљивања непријатељске ракете да би систем одреаговао и лансирао пројектил за пресретање. Израелска војска је саопштила да је систем погодио 84 процента испаљених пројектила током осмодневних сукоба у Појасу Газе у новембру 2012. године.